# Rushoka (vattendrag i Burundi, Cibitoke)
Rushoka är ett vattendrag i Burundi.   Det ligger i provinsen Cibitoke, i den nordvästra delen av landet, 50 kilometer norr om huvudstaden Bujumbura.
Trakten runt Rushoka består till största delen av jordbruksmark. Runt Rushoka är det tätbefolkat, med 881 invånare per kvadratkilometer.